# Jacinta Collins
Jacinta Collins (ur. 4 września 1962 w Melbourne) – australijska polityk, członkini Australijskiej Partii Pracy (ALP). W latach 1995–2005 i ponownie od 2008 senator ze stanu Wiktoria. W 2013 członkini drugiego gabinetu Kevina Rudda jako minister zdrowia psychicznego i osób starszych.

## Życiorys

### Kariera zawodowa
Jest absolwentką Monash University oraz La Trobe University. Przed rozpoczęciem kariery politycznej wykonywała zawód pracownika socjalnego, ponadto w latach 1980-1995 pełniła różne funkcje w związkach zawodowych tej branży.

### Kariera polityczna
W 1995 Parlament Wiktorii wybrał ją do Senatu Australii w trybie uzupełnienia jego składu w środku kadencji, co wiązało się ze śmiercią senator Olive Zakharov. W 1998 uzyskała wybór na pełną kadencję, ale nie zdołała obronić swojego mandatu w 2004 roku, w związku z czym musiała opuścić Senat w czerwcu 2005. Powróciła tam w 2008, ponownie na mocy decyzji parlamentu swojego stanu, tym razem zastępując senatora Roberta Raya, który złożył rezygnację. W latach 2007 i 2013 uzyskiwała mandat senacki na pełną kadencję w wyborach.
We wrześniu 2010 weszła do szerokiego składu rządu jako sekretarz parlamentarny ds. szkolnictwa i relacji w miejscu pracy. Od lipca do września 2013 była członkinią krótkotrwałego drugiego gabinetu Rudda, gdzie odpowiadała ze kwestia zdrowia psychicznego i osób starszych. Po wyborach w 2013 wraz z całą swoją partią przeszła do opozycji.